# Fontana della Sirena (Lleida)

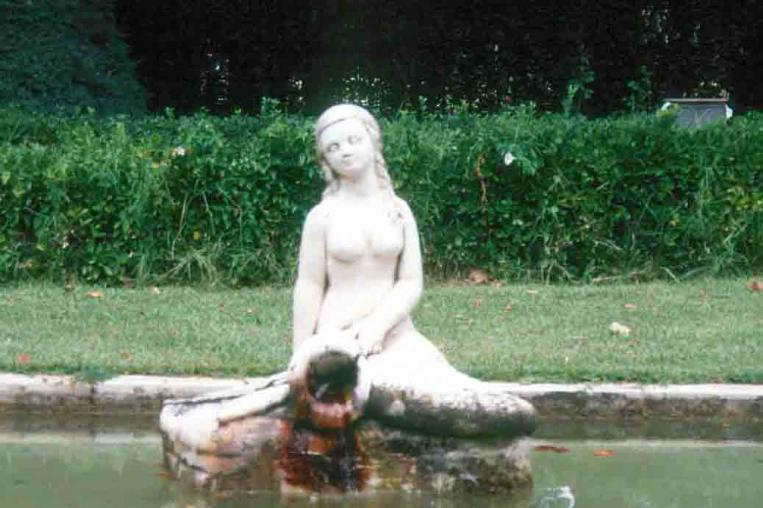
Fontana della Sirena

La fontana della Sirena di Lleida si trova nel Parc dels Camps Elisis di Lleida, in Catalogna (Spagna). La statua originaria, che raffigurava una ninfa, fu rimossa a causa del suo deterioramento e sostituita con quella attuale di una sirena nel 1982.
Si tratta del monumento più rinomato del parco ed è il secondo sito più visitato della città catalana dopo la Seu Vella.